# فردی باریرو
فردی باریرو (اسپانیایی: Fredy Bareiro‎؛ زادهٔ ۲۷ مارس ۱۹۸۲) بازیکن فوتبال اهل پاراگوئه بود.
از باشگاه‌هایی که در آن بازی کرده‌است می‌توان به باشگاه فوتبال لیبرتاد، باشگاه فوتبال ساترن رامنسکویه، باشگاه فوتبال ناسیونال پاراگوئه، و باشگاه لئون اشاره کرد.
وی همچنین در تیم‌های ملی فوتبال زیر ۲۰ سال پاراگوئه، زیر ۲۳ سال پاراگوئه و پاراگوئه بازی کرده‌است.
وی در مسابقات کشوری و بین‌المللی در مجموع برندهٔ ۱ مدال نقره شده‌است.